# 襟江书院记及四体《千字文》石刻
襟江书院记及四体《千字文》石刻，位于江苏省泰州市泰兴市，是中华人民共和国江苏省文物保护单位之一。
1995年4月19日，授予江苏省文物保护单位，是一座石刻。